# 1823
Промислова революція •  Російська імперія • Незалежність країн Латинської Америки • Грецька революція

## Геополітична ситуація
У Росії царює імператор Олександр I (до 1825). Російській імперії належить більша частина України, значна частина Польщі, Грузія, частина Закавказзя, Фінляндія, Аляска. Україну розділено між двома державами — Королівство Галичини та Володимирії належить Австрії, Правобережжя, Лівобережжя та Крим — Російській імперії. Задунайська Січ існує під протекторатом Османської імперії.
В Османській імперії править султан Махмуд II (до 1839). Під владою османів перебувають Близький Схід та Єгипет, Середземноморське узбережжя Північної Африки, частина Закавказзя, значні території в Європі: Греція, Болгарія і Сербія. Васалами османів є Волощина та Молдова. Триває Грецька революція.
Австрійську імперію очолює Франц II (до 1835). Вона охоплює, крім власне австрійських земель, Угорщину з Хорватією, Трансильванію, Богемію, Північну Італію. Король Пруссії — Фрідріх-Вільгельм III (до 1840). Баварське королівство очолює Максиміліан I (до 1825). Австрія, Пруссія, Баварія та інші німецькомовні держави об'єднані в Німецький союз.
У Франції править Людовик XVIII (до 1824). Франція має колонії в Карибському басейні, Південній Америці та Індії. На троні Іспанії сидить Фернандо VII (до 1833). Королівству Іспанія належать частина островів Карибського басейну, Філіппіни. Об'єднані провінції Ріо-де-ла-Плати, Велика Колумбія, Мексика, Центральноамериканська федерація добились незалежності від іспанської корони. У Португалії королює Жуан VI (до 1826). Португалія має володіння в Африці, в Індії, в Індійському океані й Індонезії. У Бразильській імперії править Педру I.
У Великій Британії королює Георг IV (до 1830). Британія має колонії в Північній Америці, на Карибах та в Індії. Королівство Нідерланди очолює Віллем I (до 1840). Король Данії та Норвегії — Фредерік VII (до 1863), на шведському троні сидить Карл XIV Юхан Бернадот (до 1844). Італія розділена між Австрією та Королівством Обох Сицилій. Існує Папська держава з центром у Римі.
Сполучені Штати Америки займають територію частини колишніх британських колоній та купленої у Франції Луїзіани. Посаду президента США обіймає Джеймс Монро. Територія на півночі північноамериканського континенту належить Великій Британії, вона розділена на Нижню Канаду та Верхню Канаду, територія на півдні та заході континенту належить Мексиці.
В Ірані при владі Каджари. Британська Ост-Індійська компанія захопила контроль майже над усім Індостаном. У Пенджабі існує Сикхська держава. У Бірмі править династія Конбаун, у В'єтнамі — династія Нгуєн. У Китаї володарює Династія Цін. У Японії триває період Едо.

## Події

### В Україні
- Новоросійське генерал-губернаторство очолив граф Воронцов.

### У світі
- 19 березня мексиканський імператор Агустін де Ітурбіде відрікся. Перша мексиканська імперія припинила існування.
- 7 квітня французькі війська увійшли в Іспанію з метою відновити абсолютну монархію.
- 1 липня проголошено незалежну Центральноамериканську федерацію.
- 16 серпня російський імператор Олександр I підготував секретний маніфест, яким передавав престол своєму синові Миколі в обхід великого князя Костянтина.
- 20 серпня помер папа римський Пій VII.
- 10 вересня Сімона Болівара проголошено президентом Перу.
- 23 вересня почалася Перша англо-бірманська війна.
- 28 березня почався понтифікат Лева XII.
- 30 вересня французькі сили відновили на троні іспанського короля Фердинанда VII, який одразу ж скасував Конституцію 1812 року.
- 2 грудня президент США Джеймс Монро оголосив доктрину Монро.

### У науці
- Засновано медичний журнал The Lancet.
- Німецький астроном Генріх Ольберс описав парадокс Ольберса, у закінченій формі опис датується 1826-м.
- Медаль Коплі отримав астроном Джон Понд.

### У культурі
- Клемент Кларк Мур надрукував вірш «Візит Святого Миколая», де вперше згадав Санта-Клауса.
- Фенімор Купер опублікував роман «Піонери».
- Вібулася прем'єра опери Джоаккіно Россіні «Семіраміда».

## Народились
Дивись також Категорія:Народились 1823
- 1 січня — Петефі Шандор, угорський поет, публіцист, революційний діяч словацького походження (пом. 1849).
- 2 січня — Роберт Вайтгед, англійський інженер, конструктор перших бойових торпед (1870)
- 8 січня — Альфред Рассел Воллес, британський натураліст і біогеограф, незалежно від Дарвіна розробив теорію походження видів шляхом природного відбору
- 9 січня — Фрідріх фон Есмарх, німецький військовий хірург
- 12 квітня — Островський Олександр Миколайович, російський драматург

## Померли
Дивись також Категорія:Померли 1823
- 20 серпня — Фрідріх Арнольд Брокгауз, німецький видавець, засновник видавничої фірми «Брокгауз»